# Saint-Paul-en-Gâtine
Saint-Paul-en-Gâtine – miejscowość i gmina we Francji, w regionie Nowa Akwitania, w departamencie Deux-Sèvres.
Według danych na rok 1990 gminę zamieszkiwało 509 osób, a gęstość zaludnienia wynosiła 33 osób/km² (wśród 1467 gmin regionu Poitou-Charentes Saint-Paul-en-Gâtine plasuje się na 548. miejscu pod względem liczby ludności, natomiast pod względem powierzchni na miejscu 563.).